# Groenrugbrilvogel
De groenrugbrilvogel (Zosterops xanthochroa) is een zangvogel uit de familie Zosteropidae (brilvogels). De soort is endemisch in Nieuw-Caledonië.

## Kenmerken
De groenrugbrilvogel is 11,5 tot 12,5 cm lang en weegt 8,5 tot 12 gram. De vogel is van boven (kop en rug) donker olijfgroen en hij heeft zoals alle brilvogels een witte ring om het oog. Kenmerkend is de "teugel", een zwarte streep tussen het oog en de snavel waardoor de ring om het oog aan de kant van de snavel wordt onderbroken. De keel en de borst zijn geel en daaronder verandert de kleur in vuilwit. De vleugels zijn bruin en olijfgroen. De snavel is leikleurig en wit aan de basis en wit aan de ondersnavel. Ook de poten zijn leikleurig.

## Verspreiding en leefgebied
De groenrugbrilvogel komt voor op het eiland Maré in Nieuw-Caledonië. Het is een vogel van regenwoud tot op een hoogte van maximaal 1000 m boven de zeespiegel, maar de vogel wordt ook gezien in groentetuinen en half open cultuurland op zoek naar rijp fruit en bessen.

## Status
De grootte van de populatie is niet gekwantificeerd. De vogel is nog steeds algemeen, maar de aantallen nemen af. Het tempo van achteruitgang ligt onder de 30% in tien jaar (minder dan 3,5% per jaar). Om deze redenen staat deze brilvogel als niet bedreigd op de Rode Lijst van de IUCN.